# Arata Sugiyama
Arata Sugiyama (Saitama, 25 luglio 1980) è un ex calciatore giapponese, di ruolo difensore.